# Кузяевский сельский округ
Кузяевский сельский округ — упразднённая административно-территориальная единица, существовавшая на территории Дмитровского района Московской области в 1994—2006 годах.
Кузяевский сельсовет был образован в 1927 году в составе Деденевской волости Дмитровского уезда Московской губернии путём выделения из Шуколовского с/с. Центр - деревня Кузяево.
В 1929 году Кузяевский с/с был отнесён к Дмитровскому району Московского округа Московской области.
17 июля 1939 года к Кузяевскому с/с были присоединены селения Дубровки, Голиково, Горки, Искра и Подосинки упразднённого Дубровского с/с.
9 мая 1952 года из Ильинского с/с в Кузяевский были переданы селения Минеево, Ульянки и Шустино.
27 августа 1958 года из Протасовского с/с в Кузяевский были переданы селения Андреиха, Игнатово, Морозово, Пчелка, Селевкино-Карцево и Селевкино-Юрьево.
1 февраля 1963 года Дмитровский район был упразднён и Кузяевский с/с вошёл в Дмитровский сельский район. 11 января 1965 года Кузяевский с/с был возвращён в восстановленный Дмитровский район.
1 апреля 1966 года из Кузяевского с/с в Гришинский были переданы селения Морозово и Селевкино.
28 января 1977 года центр Кузяевского с/с был перенесён в селение Подосинки.
3 февраля 1994 года Кузяевский с/с был преобразован в Кузяевский сельский округ.
В ходе муниципальной реформы 2004—2005 годов Кузяевский сельский округ прекратил своё существование как муниципальная единица. При этом все его населённые пункты были переданы в городское поселение Дмитров.
29 ноября 2006 года Кузяевский сельский округ исключён из учётных данных административно-территориальных и территориальных единиц Московской области.